# شرلی برت
شرلی برت (انگلیسی: Shirley Barrett؛ زادهٔ ۱۹۶۱) یک کارگردان اهل استرالیا است. از فیلم‌های او می‌توان به موسیقی عشق اشاره کرد.